# Quartu Sant’Elena
Quartu Sant’Elena város Olaszországban, Szardínia régióban, Cagliari megyében. Lakosainak száma 68 585 fő (2023. január 1.). Quartu Sant’Elena Cagliari, Maracalagonis, Monserrato, Quartucciu, Selargius és Settimo San Pietro községekkel határos.

## Népesség
A település lakossága az elmúlt években az alábbi módon változott:
| Lakosok száma | 71 049 | 70 879 | 68 585 |
|               | 2016   | 2018   | 2023   |